# Ptahschepses (Beamter, 5. Dynastie)

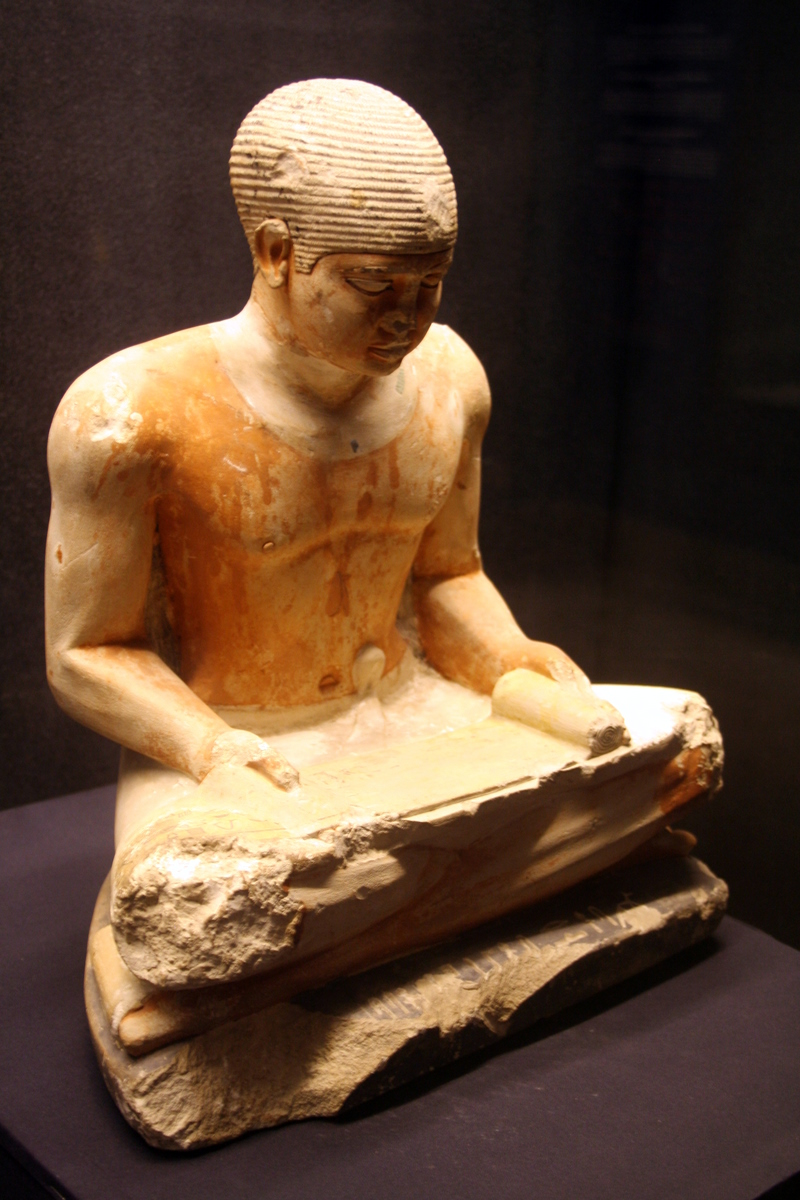
Ptahschepses als Schreiber

Ptahschepses war ein altägyptischer Beamter, der wahrscheinlich in der 5. Dynastie lebte und amtierte. Er ist vor allem von seiner Mastaba in Sakkara bekannt, in der sich zahlreiche, zum Teil künstlerisch herausragende Statuen fanden. Zu seiner eigentlichen Person ist kaum etwas bekannt. Auf den Statuen trägt er die Titel Untervorsteher der Buchhalter (sHD jrj mDAt), Vornehmer und Priester der Hathor und des Re. Zwei Statuen zeigen ihn auf einem Stuhl sitzend, eine dritte Statue zeigt ihn als Schreiber. Die Statuen sind alle aus Kalkstein gefertigt. Neben den Statuen, die Ptahschepses zeigen, fanden sich auch mindestens zwei Statuen, die jeweils einen Diener darstellen. Eine von ihnen zeigt einen Diener, der ein Gewand bringt, die andere Statue einen Töpfer
Bei der Mastaba des Ptahschepses handelt es sich um einen großen Bau, der etwa 20 m breit und 37 m lang ist. Es gibt nur eine kleine Kultkapelle und ein Serdab im Süden an der Ostseite. Die Kapelle ist undekoriert.